# Descriere
Descrierea este un mod de expunere prin care se prezintă trăsăturile caracteristice ale unui colț din natură, ale unui peisaj, fenomen al naturii, portretul unui personaj etc. De asemenea, descrierea este și o operă literară, în proză sau în versuri, organizată pe baza descrierii literare. În acest sens, descrierea este o lucrare literară sau pasaj dintr-o asemenea lucrare în care se descrie ceva.
Descrierea literară poate fi:
- de tip tablou (descrierea unei furtuni, unui lac, unui anotimp, unui obiect etc.);
- de tip portret (enumerarea trăsăturilor fizice și morale ale unei persoane).

Descrierea se deosebește de alte moduri de expunere prin următoarele caracteristici:
- frecvența substantivelor, a adjectivelor (adverbelor), cu accent pe verbele statice la modul indicativ, timpul prezent sau imperfect;
- prezența imaginilor artistice și a figurilor de stil;
- sunt prezentate trăsăturile caracteristice ale unui obiect, ale unui colț din natură etc.;
- prezentarea imaginilor poate fi sistematică și nesistematică:
  - sistematică: adică din planul depărtat spre cel apropiat sau invers; de la dreapta la stânga sau invers; de sus în jos sau invers;
  - nesistematică: adică cel care descrie prezintă ceea ce vede și aude pe măsură ce percepe realitatea descrisă;
- prezentarea cadrului temporal și spațial: ex. un decor interior, un peisaj, un anotimp etc.;
- atmosfera generală poate fi de liniște, freamăt, veselie etc.;
- prezența unui câmp lexical dominant;
- descrierea poate fi statică [se folosesc verbe ce denumesc existențe, deveniri lente] sau dinamică (se folosesc verbe de mișcare);
- predomină grupul nominal substantiv+adjectiv;
- poate apărea împletită cu narațiunea, dialogul sau monologul;
- verbele la imperfect sunt specifice descrierii;
- sentimentele autorului sunt transmise în mod direct;
- aparține genului liric sau genului epic.

În realizarea unei descrieri se urmărește:
- aspectele descrise să fie asociate cu repere spațio-temporale
- perspectiva din care se face descrierea
- cine face descrierea
- simbolistica procedeelor artistice
- specificul descrierii respective.

Ca tehnică literară, descrierea este folosită pentru a-l face pe cititor să înțeleagă  mai bine despre ce este vorba într-o operă sau să îi faciliteze pătrunderea într-o lume (univers) în care el însuși ar putea fi un personaj.
● Verbele și pronumele sunt folosite la persoana  I-a și a III-a.